# 朴允源
朴 允源（パク・ユヌォン、朝鮮語: 박윤원、1908年または1909年5月3日 - 1994年1月24日）は、大韓民国のジャーナリスト、政治家。制憲国会議員。
同郷の産婦人科医で元ソウル特別市議会議員の柳光司は娘婿。

## 経歴
慶尚南道南海出身。麗水水産中学校、大同学院卒。水産試験場研究員、南海帰還同胞会総務、記者などを務めた。1948年の初代総選挙に南海郡選挙区から無所属で立候補して当選し、国会議員を1期務めた。在任中に金秉会などと共に国家保安法、米軍撤収、平和統一に関する院内闘争を行った。
朝鮮戦争の際に北朝鮮に拉致され、1956年7月から在北平和統一促進協議会中央委員を務め、85歳または86歳で死去した。
祖国統一賞受賞者。